# Highlights from Porgy and Bess
Highlights from Porgy and Bess es un álbum de música de 1935 que contiene la ópera de George Gershwin, titulada Porgy and Bess. Esta ópera debutó en Broadway el 10 de octubre de 1935. Mientras la ópera era interpretada por un elenco completamente afroamericano, el álbum de 1935 presentaba principalmente a cantantes de ópera de raza blanca. El involucramiento de Gershwin queda claramente señalado en la carátula del álbum, el cual señala "Grabado bajo la supervisión del compositor".
Las grabaciones originalmente fueron lanzadas en cuatro discos de vinilo de 12 pulgadas y 78 rpm. RCA Victor le asignó los números de serie 11878 Victor, 11879 Victor, 11880 Victor y 11881 Victor a los discos.

## Elenco
- Lawrence Tibbett (Porgy)
- Helen Jepson (Bess)
- Alexander Smallens, conductor
- Nathaniel Shilkret, conductor (de "My Man's Gone Now")

## Lista de canciones
1. "It Ain't Necessarily So" (Acto 2)
2. "The Buzzard Song" (Acto 2)
3. Scene: "Summertime" and crap game (Acto 1)
4. "A Woman is a Sometime Thing" (Acto 1)
5. "Bess, You Is A Woman Now" (Acto 2)
6. "I Got Plenty o' Nuttin" (Acto 2)
7. "Where is my Bess" (Acto 3)
8. Lullaby:"Summertime" (Acto 1)
9. "My Man's Gone Now" (Acto 1)

## Relanzamientos
Algunas partes de este álbum han sido reeditadas en CD por varias empresas discográficas.
- Lawrence Tibbett: From Broadway to Hollywood, Nimbus Records, UPC 710357788123[1]
- Porgy and Bess (Original Cast Recordings) (1935-1942), Naxos Records, 8.110219-20[2]